# Guerra moscovita-búlgaros del Volga (1376)

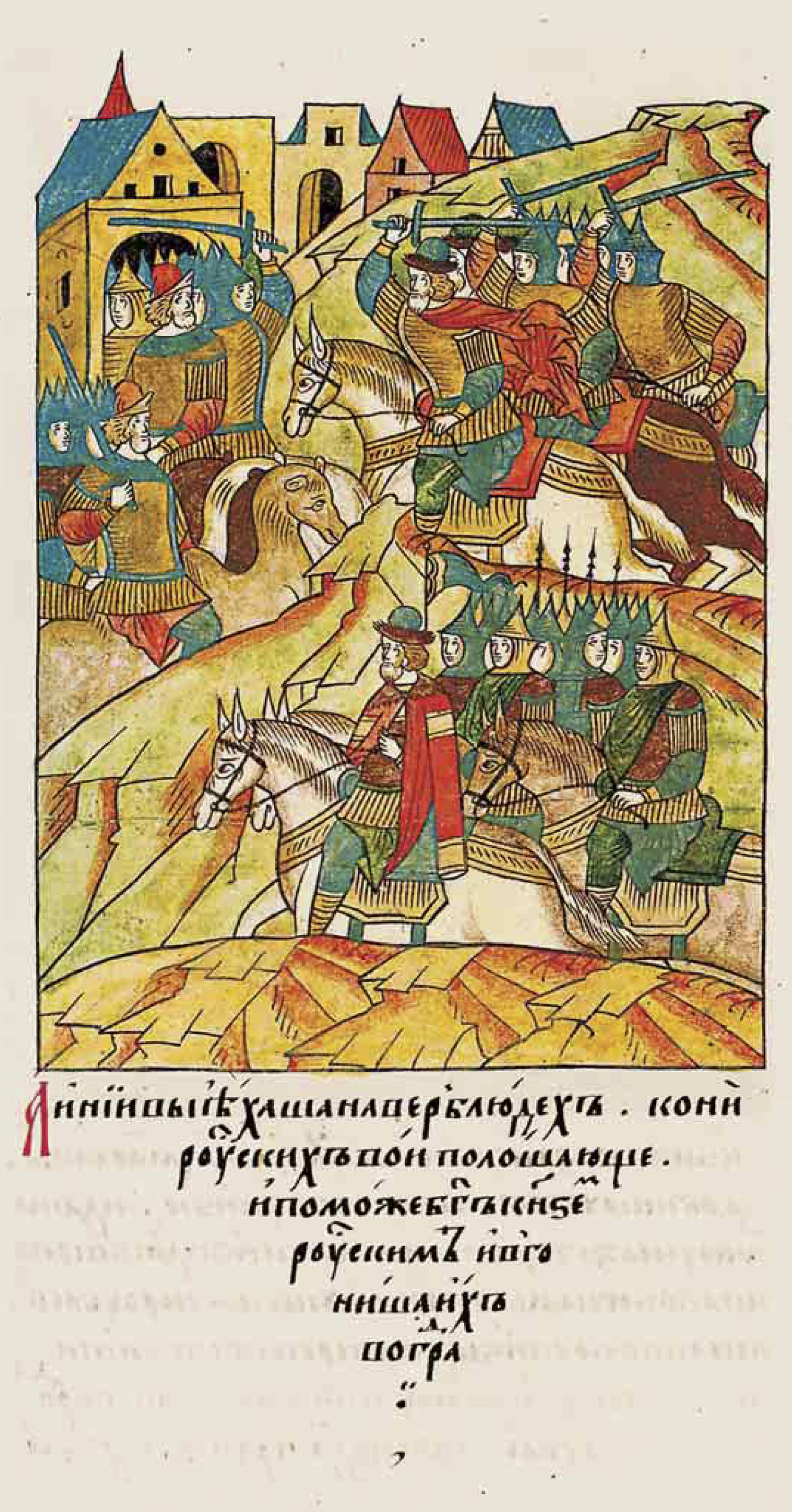
Campaña contra Kazán (actualmente, Bulgaria) en 1376. Los caballos de los jinetes rusos se asustan ante los camellos enemigos (miniatura de la Crónica facial rusa del)

La Guerra moscovita-búlgaros del Volga de 1376 fue organizada por el príncipe ruso Dmitri Donskói de Moscú y Dmitri Konstantínovich de Vladimir-Suzdal. El ejército combinado Moscú-Nizhny Novgorod fue encabezado por el gobernador de Moscú, Dmitri Mijáilovich Bobrok Volynskyy. La Bulgaria del Volga, que era en ese entonces un ulus de la Horda de Oro (se había convertido al islam en 1313), era gobernado por el emir Hassan Khan (en las crónicas rusas -. Assan) y la Horda Protege a Muhammad Sultan (Sultan Mahmat).

## Antecedentes
En 1364, las incursiones en curso perpetradas por los Mongoles en tierra a Nizhny Nóvgorod obligaron al Príncipe Dmitri Konstantínovich de Nizhegorodsko-Suzdal buscar ayuda de Dmitri Ivanovich de Moscú. Algunos puestos de avanzada para estas redadas sirvieron al Kanato búlgaro.

## Campaña
Durante la campaña, muchos pueblos de Bulgaria del Volga fueron quemados y un gran número fueron sacrificados.
El 16 de marzo, el ejército ruso invadió Bulgaria del Volga, el líder Hasan Khan monto una defensa. Los búlgaros montaron los camellos en este momento. Las murallas de la ciudad fueron violadas por la potencia de fuego rusa. Sin embargo, según el cronista, las fuerzas rusas también estaban bajo asalto pesado y enfrentaron una oposición significativa. Una vez que se violaron las paredes, las fuerzas militares búlgaras fueron derrotados rápidamente. Muchos búlgaros huyeron a la ciudad y se escondieron detrás de las paredes. Hasan Khan ordenó un pago de 5000 rublos (2000 a 3000 soldados y de los príncipes y magistrados) para poner fin al ataque.
- Datos: Q4375099